# Paul Takashi Nagai

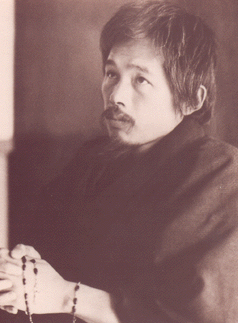
Paul Takashi Nagai 1946 bei der Trauer um seine verstorbene Frau

Paul Takashi Nagai (jap. 永井 隆, Nagai Takashi; * 3. Februar 1908 in Matsue; † 1. Mai 1951 in Nagasaki) war ein japanischer Radiologe, Autor und Überlebender des Atombombenabwurfs auf Nagasaki.

## Leben
Takashi Nagai wurde in der am Japanischen Meer gelegenen Küstenstadt Matsue geboren. 1928 begann er Medizin an der Medizinischen Hochschule Nagasaki (heute: Universität Nagasaki) zu studieren.
Das erste für ihn einschneidende Erlebnis war der durch einen Schlaganfall verursachte plötzliche Tod seiner Mutter im Jahr 1930, der in ihm den Glauben an die Unsterblichkeit der Seele entfachte.
Daraufhin begann er die Pensées (Gedanken) von Blaise Pascal zu lesen, die in ihm den Wunsch aufkommen ließen, den Katholizismus kennenzulernen und sich mit ihm auseinanderzusetzen. Um einen Berührungspunkt mit dem Glauben zu finden, suchte er sich eine katholische Familie, bei der er während seines Studiums zur Untermiete wohnen wollte.
Die Tochter dieser Familie, Midori Moriyama, sollte später seine Frau werden. Er rettete ihr das Leben, indem er sie, als sie an akuter Appendizitis erkrankt war, durch Schnee und Eis so schnell wie möglich in das entfernte Krankenhaus trug.
1932 zog sich Nagai eine Mittelohrentzündung zu, durch die er auf dem rechten Ohr taub wurde. Dies vereitelte seinen Plan Arzt zu werden, da er jetzt nicht mehr fähig war, das Stethoskop zu benutzen. So wandte er sich dem Studium der Radiologie zu, einem Fach, das zu dieser Zeit noch in den Kinderschuhen steckte und mit großen gesundheitlichen Risiken verbunden war, da man sich noch nicht ausreichend gegen die Röntgenstrahlen zu schützen wusste.
Schon im Jahr darauf musste Nagai sein Studium unterbrechen, weil er von der japanischen Armee eingezogen wurde, um in der Mandschurei (resp. des japanischen Marionettenstaates Mandschukuo) gegen die Republik China zu kämpfen. Midori gab ihm einen Katechismus mit, in dem er interessiert las. Nach den Schrecken, die er im Krieg erlebt hatte, kehrte er verzweifelt nach Hause zurück und stellte sein Leben infrage. Hilfe und Neuorientierung fand er bei einem Pfarrer, den er in der Kathedrale von Nagasaki aufgesucht hatte. Schließlich fasste er Mut und nahm sein Radiologiestudium wieder auf.
Nach seiner Taufe, bei der er sich den Taufnamen Paul gab in Anlehnung an den heiligen Paul Miki, einem japanischen Märtyrer, der 1597 in Nagasaki gekreuzigt wurde, heiratete er schließlich Midori im August 1934. Er wies sie darauf hin, dass er von seiner Arbeit in der Radiologie gesundheitliche Schäden davontragen würde. Dies konnte sie jedoch nicht von der Heirat abhalten, im Gegenteil, sie unterstützte ihn bei seiner Arbeit, im Bewusstsein, dass auch sie dadurch vielen Menschen helfen würde.
Aus der Ehe mit Midori gingen vier Kinder hervor, die drei Töchter Ikuko, Sasano und Kayano (* 1941), von denen die beiden ersten im frühen Kindesalter verstarben, und der Sohn Makoto (1935–2001).
1937 bis 1940 nahm Nagai als Arzt am chinesisch-japanischen Krieg teil und fiel durch seinen selbstlosen und unermüdlichen Einsatz für die Opfer auf. Zu dieser Zeit bemerkte er bereits die ersten Nebenwirkungen seiner Arbeit als Radiologe. 1944 promovierte er.
Zur Zeit der Atombombardierung am 9. August 1945 um 11.02 Uhr arbeitete Dr. Nagai in der Radiologieabteilung des Hochschulkrankenhauses Nagasaki. Er zog sich eine schwere Verletzung an seiner rechten Schläfe zu, kümmerte sich dennoch sofort um die zahlreichen Verletzten und musste zwei Tage später seine Frau tot in den Ruinen ihres Hauses finden, neben ihrem Rosenkranz.
Trotzdem arbeitete er noch achtundfünfzig Tage unermüdlich weiter, um die Atombombenopfer zu behandeln und an der Hochschule zu unterrichten. Kurz danach kollabierte Nagai wegen der radiologischen Strahlung und der durch die Atomstrahlung verschlimmerten Leukämie. Er selbst stellte sich, unter Beratschlagung mit einem befreundeten Radiologen, die Diagnose und gab sich noch drei Jahre zu leben.

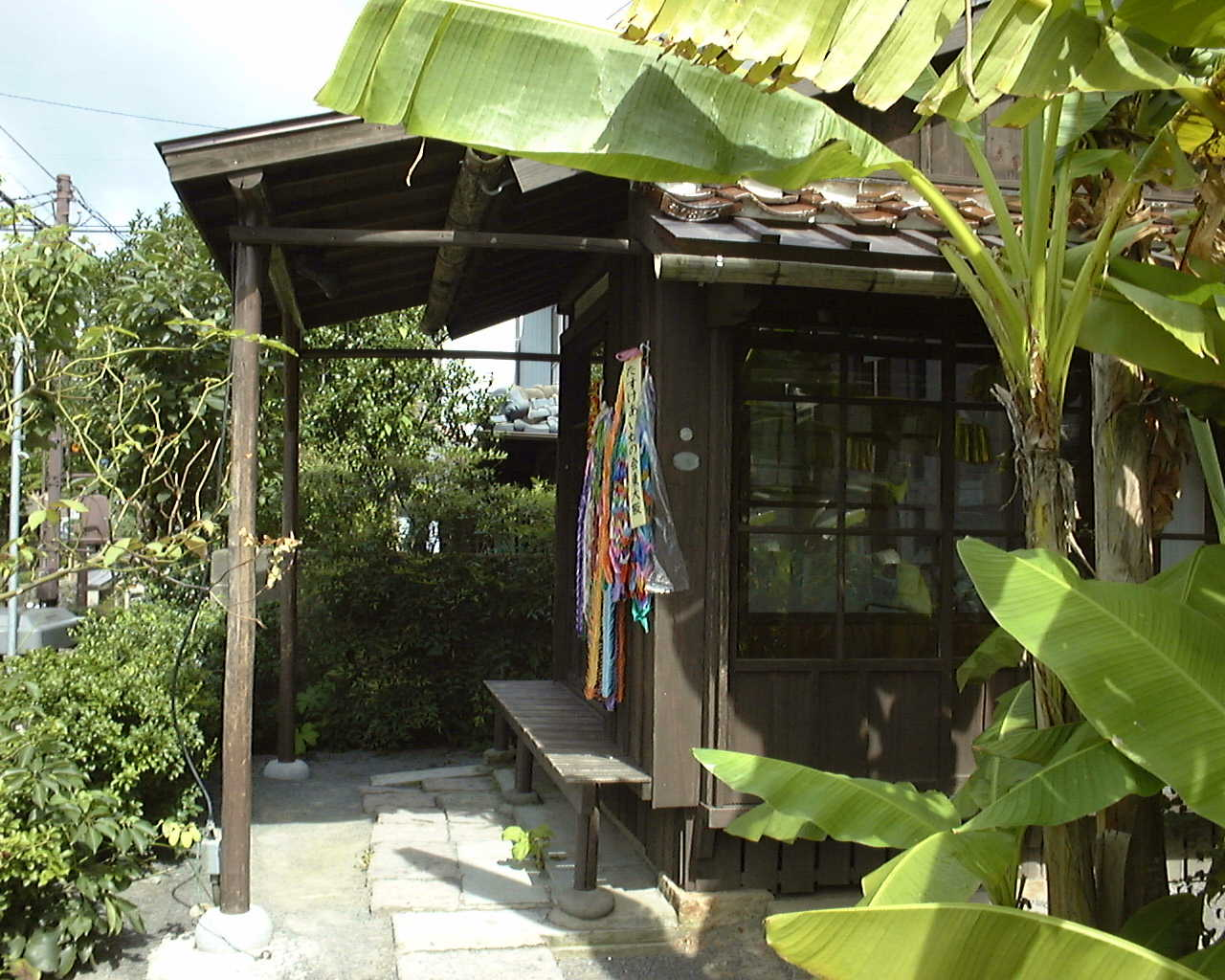
Nyoko-dō

Während seine Leukämie sich verschlechterte, wurde Nagai bettlägerig und verbrachte sein Leben mit seinen Kindern Makoto und Kayano in einer kleinen Hütte, die von seinen dankbaren Patienten und Kursteilnehmern errichtet wurde. Nagai bezeichnete es als Einsiedelei und nannte es Nyoko-dō nach Jesus’ Worten „Liebe deinen Nächsten wie dich selbst“. Seine restlichen Jahre verbrachte er dort in Gebet und Kontemplation. Zur Zeit seines Todes 1951 hinterließ er ein umfangreiches Lebenswerk von Essays, Lebenserinnerungen, Zeichnungen und Kalligraphien über verschiedene Themen einschließlich Gott, Krieg, Tod, Medizin und über das Schicksal, Waise zu sein. Diese geistigen Chroniken der Atombombenerfahrung fanden eine große Leserschaft während der amerikanischen Besetzung von Japan (1945–1952).
Sein bekanntestes Werk ist das im August 1946 beendete Die Glocken von Nagasaki (Nagasaki no Kane), welches den Atombombenabwurf auf Nagasaki thematisiert. Auf der Grundlage dieses Werkes drehte der japanische Regisseur Hideo Ōba 1950 einen gleichnamigen Film.
Weitere Werke von ihm, die teilweise posthum veröffentlicht wurden, sind u. a. „Wir waren dabei in Nagasaki“ und „Notizen auf einem Sterbebett“. Viele seiner Werke beinhalten wissenschaftlich und medizinisch signifikante Beiträge, da Nagai in ihnen die durch die radioaktive Strahlung verursachten gesundheitlichen Folgeschäden der Bevölkerung dokumentiert und untersucht.
Auf Veranlassung der Kyushu Times wurden 1948 1000 Setzlinge drei Jahre alter Kirschbäume im Bezirk Urakami, in dem die Bombe eingeschlagen und Nagai gewirkt hatte, gepflanzt, um den verwüsteten Grund in einen Blumenhügel umzugestalten. Auch wenn einige Bäume im Laufe der Zeit ersetzt wurden, nennt man sie bis heute Nagai Senbonzakura (die 1000 Kirschbäume von Nagai), und ihre Kirschblüten verschönern bis heute die Häuser im Frühling.
Paul Takashi Nagai wurde am 3. Dezember 1949, trotz Protesten aufgrund seines Glaubens, erster Ehrenbürger von Nagasaki. Im gleichen Jahr besuchte ihn Kaiser Hirohito und der von Papst Pius XII. gesandte Kardinal Gilroy sowie die US-amerikanische Schriftstellerin Helen Keller.
Aufgrund Nagais christlichen, selbstlosen Handelns wird er auch „der Heilige von Urakami“ genannt.
Sein Sohn gründete später in der Hütte, in der sein Vater starb, eine Bibliothek, die heute einen Teil des Nagasaki City Nagai Takashi Memorial Museum bildet und im Jahre 2000 renoviert wurde.

## Zitat
„Die Pflicht des Arztes besteht darin, mit seinen Patienten zu leiden, sich mit ihnen zu freuen und ihre Leiden zu lindern zu trachten, als wären es seine eigenen. Man muss Mitgefühl für ihre Schmerzen haben. Letzten Endes wird nämlich der Kranke nicht durch den Arzt geheilt, sondern nur, weil es Gott so gefällt. Sobald man das begriffen hat, führt die medizinische Diagnose zum Gebet.“

## Werke von und Literatur über Paul Takashi Nagai
- Paul Takashi Nagai: Die Glocken von Nagasaki. Geschichte der Atombombe, erschienen 1946, Erstaufl. in Deutschland 1956 bei Rex-Verl. München, (Übers. von Friedrich Seizaburo Nohara), 170 S., 9. Aufl. Verlag Kleinjörl bei Flensburg: Schroeder, 1980,  ISBN 3-87721-034-1
- Paul Takashi Nagai: Notizen auf einem Sterbebett, Eos-Verlag (1954); antiquarisch
- Paul Glynn: Ein Lied für Nagasaki: Über das Leben von Takashi Nagai, Verlag Media Maria (2016), ISBN 3-94540-129-1